# Cá voi vây
Cá voi vây (Balaenoptera physalus), còn gọi là cá voi lưng xám, là một loài động vật có vú sống ở biển thuộc phân bộ cá voi tấm sừng hàm. Chúng là loài cá voi và loài động vật còn tồn tại lớn thứ hai sau cá voi xanh, Chiều dài chúng có thể đến 27,5m và nặng 140 tấn
Cơ thể dài và dẹt, có màu xám nâu với phần dưới có màu xanh xám. Chúng có ít nhất 2 phân loài khác nhau: Cá voi vây Bắc vùng Bắc Đại Tây Dương, và cá voi vây Nam Cực lớn hơn vùng Nam Đại Dương. Chúng có thể được tìm thấy ở tất cả các đại dương, từ các vùng cực tới vùng nhiệt đới. Chúng chỉ không được nhìn thấy ở các khu vực băng trôi ở cả cực Bắc và Nam. Mật độ quần thể lớn nhất tồn tại ở vùng ôn đới và nước lạnh.
Thức ăn của chúng bao gồm cá theo đàn, mực, và giáp xác kể cả nhuyễn thể.
Như tất cả các loài cá voi khổng lồ khác, cá voi vây bị săn bắn nghiêm trọng trong suốt thế kỉ 20 và là một loài bị đe dọa. Gần 750.000 con cá voi vây đã bị đánh bắt ở Bán cầu Nam từ năm 1904 đến 1979 và hiện chỉ còn ít hơn 3,000 cá thể còn tồn tại trong vùng. Ủy ban Đánh Bắt Cá Voi Quốc tế (IWC) đã ban hành một lệnh cấm săn bắt thương mại loài cá voi này, dù Iceland và Nhật Bản vẫn tiếp tục săn bắt: năm 2009, Iceland bắt 125 con cá voi vây trong mùa săn cá voi, và Nhật Bản đã bắt một con trong màu săn Nam Cực 2008-2009. Loài này cũng bị săn bởi người Greenland. Va chạm với tàu thuyền và tiếng ồn từ hoạt động của con người cũng là những mối đe dọa cho chúng.

## Phân loại

Một cây tiến hoá thể hiện các loài động vật có họ hàng với loài cá voi vây

Cá voi vây từ lâu đã được biến đến trong giới phân loại học. Chúng được mô tả lần đầu tiên bởi Frederick Martens năm 1675 và được nhắc lại bởi Paul Dudley năm 1725. Những mô tả này được sử dụng như nền tảng về loài Balaena physalus bởi Carl Linnaeus năm 1758. Comte de Lacepede phân loại lại loài thành Balaenoptera physalus vào đầu thế kỉ 19. Từ "physalus" bắt nguồn từ từ Hy Lạp physa, nghĩa là "thổi".
Cá voi vây thuộc họ Balaenopteridae, cùng họ với cá voi lưng gù, cá voi xanh, cá voi Bryde, cá voi Sei và cá voi mũi nhọn. Họ này tách ra từ phân bộ Mysticeti tồn tại từ giữa thế Miocene, dù chúng không được biết đến khi thành viên các họ này phân hoá vào các loài riêng biệt. Con lai giữa cá voi xanh và cá voi vây được cho rằng tồn tại ở Bắc Đại Tây Dương và ở Bắc Thái Bình Dương. Bằng chứng gần đây về DNA chỉ ra rằng cá voi vây có thể còn có họ hàng gần với cá voi xám (Eschrichtius robustus) và cá voi lưng gù (Megaptera novaeangliae), hai loài cá voi thuộc hai chi khác nhau, cũng như là cá voi mũi nhọn. Nếu các nghiên cứu trong tương lai khẳng định điều này, sự phân loại này có thể phải điều chỉnh.
Năm 2006, có hai phân loài được đặt tên, mỗi phân loài khác biệt về đặc trưng cơ thể và sự phát âm. Cá voi vây phương Bắc, B. p. physalus (Linnaeus 1758), sinh sống ở Bắc Đại Tây Dương, và cá voi vây Nam Cực, B. p. quoyi (Fischer 1829), tồn tại ở Nam Đại Dương. Nhiều chuyên gia xem xét cá voi vây vùng Bắc Thái Bình Dương là phân loài thứ ba chưa được đặt tên..

### Con lai
Khoảng cách di truyền giữa cá voi xanh và cá voi vây đã được so sánh với khoảng cách giữa khỉ đột và con người.  (3,5 triệu năm trên cây tiến hóa) Tuy nhiên, các cá thể lai giữa cá voi xanh và cá voi vây với các đặc điểm của cả hai đều được biết đến là xảy ra với tần suất tương đối ở cả Bắc Đại Tây Dương và Bắc Thái Bình Dương.
Các DNA thông tin về một mẫu của thịt cá voi tại thị trường Nhật Bản tìm thấy bằng chứng của màu xanh lai / vây.

## Giải phẫu học
Cá voi vây thường được phân biệt bởi cái vòi cao, lưng dài, vây lưng nổi bật và màu sắc không đối xứng.
Kích thước lớn của con vật giúp nhận dạng và nó thường chỉ bị nhầm lẫn với cá voi xanh, cá voi sei, hoặc ở vùng nước ấm hơn, cá voi Bryde

### Kích thước
Ở Bắc bán cầu, kích thước trung bình của nam và nữ trưởng thành lần lượt là khoảng 18,5 và 20 mét (61 và 66 ft), nặng trung bình 38,5 và 50,5 tấn (42,5 và 55,5 tấn),  trong khi ở Nam bán cầu, là 20,5 và 22 m (67 và 72 ft),  nặng 52,5 và 63 tấn (58 và 69,5 tấn).
Ở Bắc Đại Tây Dương, con dài nhất được báo cáo là một con đực 24,4 m (80 ft) bắt được ngoài khơi Shetland vào năm 1905 và một con cái dài 25 m (82 ft) bắt được ngoài khơi Scotland vào khoảng giữa năm 1908 và 1914,  trong khi con dài nhất đáng tin cậy đo được là ba con đực 20,7 m (68 ft) đánh bắt ngoài khơi Iceland vào năm 1973–74 và một con cái 22,5 m (74 ft) cũng đánh bắt ngoài khơi Iceland vào năm 1975.  Dân số Địa Trung Hải nhìn chung nhỏ hơn, chỉ đạt trên 20 m (65,5 ft) tối đa, hoặc có thể lên đến 21–23 m (68,9–75,5 ft).
Ở Bắc Thái Bình Dương, con dài nhất được báo cáo là ba con đực 22,9 m (75 ft), hai con đánh bắt ngoài khơi California từ năm 1919 đến năm 1926 và con còn lại đánh bắt ngoài khơi Alaska vào năm 1925, và một con cái 24,7 m (81 ft) cũng đánh bắt ngoài khơi California, trong khi con dài nhất được đo một cách đáng tin cậy là một con đực 21 m (69 ft) bắt được ngoài khơi British Columbia vào năm 1959 và một con cái dài 22,9 m (75 ft) bắt được ngoài khơi trung tâm California từ năm 1959 đến năm 1970.
Ở Nam bán cầu, con dài nhất được báo cáo là nam 25 m (82 ft) và nữ 27,3 m (89,6 ft), trong khi con dài nhất do Mackintosh và Wheeler (1929) đo được là nam 22,65 m (74,3 ft) và 24,53 m (80,5 ft) nữ.  Thiếu tá FA Spencer, trong khi thanh tra đánh bắt cá voi của tàu nhà máy Southern Princess (1936–38), xác nhận chiều dài của một con cái 25,9 m (85 ft) bị bắt ở Nam Cực, phía nam Ấn Độ Dương;  nhà khoa học David Edward Gaskin cũng đo được một phụ nữ cao 25,9 m khi làm thanh tra săn cá voi của tàu nhà máy Anh Southern Venturer ở Nam Đại Dương trong mùa giải 1961–62.  Terence Wise, người làm công việc vận hành tời trên tàu nhà máy Balaena của Anh, tuyên bố rằng "chiếc vây lớn nhất mà anh ấy từng thấy" là một mẫu vật dài 25,6 m (84 ft) bắt được gần Đảo Bouvet vào tháng 1 năm 1958.  Con cá voi vây lớn nhất từng nặng (từng mảnh) là 22,7 m (74 ft) cá cái mang thai bị bắt bởi những kẻ săn cá voi Nhật Bản ở Nam Cực vào năm 1948, nặng 69,5 tấn (68,4 tấn dài), chưa kể 6% do mất chất lỏng trong quá trình chạy trốn.  Một cá thể ở kích thước xác nhận tối đa là 25,9 m được ước tính nặng khoảng 95 tấn (104,5 tấn),  thay đổi từ khoảng 76 tấn (84 tấn) đến 114 tấn (125,5 tấn) tùy thuộc vào tình trạng béo mà khác nhau khoảng 50% trong năm.
Một con cá voi vây sơ sinh có chiều dài khoảng 6,0–6,5 m (19,7–21,3 ft) và nặng khoảng 1.800 kg (4.000 lb).

### Màu và đánh dấu
Cá voi vây lưng có màu nâu đến sẫm hoặc xám nhạt ở lưng và phần bụng màu trắng. Phần bên trái của đầu có màu xám đậm, trong khi bên phải thể hiện một mô hình phức tạp của các mảng sáng tối tương phản. Ở hàm dưới bên phải là một "mảng sáng bên phải" màu trắng hoặc xám nhạt, đôi khi kéo dài ra như một "đốm sáng" nhẹ ở bên và mặt lưng đến hàm trên và lùi về phía sau lỗ đòn. Hai sọc tối hẹp bắt nguồn từ mắt và tai, trước đây mở rộng thành một vùng tối lớn trên vai — chúng được ngăn cách bởi một vùng sáng được gọi là "vùng rửa giữa các vì sao". Những dấu hiệu này nổi bật trên các cá thể ở Bắc Đại Tây Dương hơn ở Bắc Thái Bình Dương, nơi chúng có thể không rõ ràng. Phía bên trái thể hiện các dấu hiệu tương tự nhưng mờ hơn nhiều. Vùng sắc tố sẫm màu, hình bầu dục được gọi là "sự không đối xứng được thấy ở cá voi Omura và đôi khi ở cá voi Minke. Nó được cho là đã tiến hóa bởi vì cá voi bơi về phía bên phải của nó khi lao xuống bề mặt và đôi khi nó vòng sang bên phải khi ở bề mặt phía trên một con mồi. Tuy nhiên, những con cá voi chỉ thường vòng sang trái. Không có giả thuyết nào được chấp nhận giải thích sự bất đối xứng.  Nó đã cặp blowholes trên một tấm kính chắn nổi bật và một rộng, bằng phẳng, hình chữ V mỏ chim. Một đường gờ ở giữa duy nhất dừng lại ở vị trí ngắn so với đỉnh dây. Một vạch nhẹ hình chữ V,  bắt đầu phía sau lỗ thổi và mở rộng ra sau rồi lại tiến về phía trước. Cá voi có một loạt 56–100 nếp gấp hoặc những đường rãnh dọc thân dưới chạy từ đỉnh cằm đến rốn cho phép vùng họng nở ra nhiều trong khi bú. Nó có một vây lưng cong, nổi bật, có chiều cao từ 26–75 cm (10–30 in) (thường là 45–60 cm [18–24 in]) và trung bình khoảng 51 cm (20 in), nằm khoảng 3/4 của con đường dọc theo mặt sau.  Chân chèo của nó nhỏ và thuôn nhọn và đuôi rộng, nhọn ở đầu và có khía ở trung tâm.
Khi cá voi trồi lên, vây lưng có thể nhìn thấy ngay sau vòi. Vòi thẳng đứng và hẹp và có thể đạt độ cao từ 6 m (20 ft) trở lên.

### Hệ thần kinh
Khoang miệng của cá voi vây có một hệ thống dây thần kinh rất co giãn hoặc có thể mở rộng để hỗ trợ chúng kiếm ăn.

## Lịch sử cuộc đời
Giao phối xảy ra ở các vùng biển ôn đới, vĩ độ thấp trong suốt mùa đông, sau đó là thời gian mang thai từ 11 đến 12 tháng. Một con sơ sinh cai sữa mẹ khi được 6 hoặc 7 tháng tuổi khi có chiều dài từ 11 đến 12 m (36 đến 39 ft) và bê con đi cùng mẹ đến bãi kiếm ăn vào mùa hè. Con cái sinh sản sau mỗi 2 hoặc 3 năm, với số lượng lên đến 6 bào thai được báo cáo, nhưng các ca sinh một lần phổ biến hơn nhiều. Con cái đạt đến độ tuổi trưởng thành giới tính từ 6 đến 12 tuổi với chiều dài 17,7–19 m (58–62 ft) ở Bắc bán cầu và 20 m (66 ft) ở Nam bán cầu.  Bê con ở với mẹ trong khoảng một năm.
Sự trưởng thành hoàn toàn về thể chất đạt được từ 25 đến 30 tuổi. Cá voi vây có tuổi thọ tối đa ít nhất là 94 tuổi,  mặc dù các mẫu vật đã được tìm thấy có độ tuổi ước tính khoảng 135–140 năm.
Cá voi vây là một trong những loài giáp xác nhanh nhất và có thể duy trì tốc độ từ 37 km/h (23 dặm / giờ)  đến 41 km/h (25 dặm / giờ) và bùng nổ lên đến 46 km /h (29 dặm / giờ) đã được ghi nhận, tạo cho cá voi vây có biệt danh " chó săn xám của biển".
Cá voi vây có tính chất hòa đồng hơn các loài cá voi khác và thường sống theo nhóm 6–10 con, mặc dù nhóm kiếm ăn có thể lên đến 100 con.

### Giọng hát [ sửa ]
Giống như các loài cá voi khác, con đực tạo ra âm thanh dài, to, tần số thấp.  Tiếng kêu của cá voi xanh và cá voi vây là âm thanh có tần số thấp nhất do bất kỳ loài động vật nào tạo ra.  Hầu hết âm thanh là xung hạ âm quét xuống được điều biến tần số (FM) từ tần số 16 đến 40  hertz (phạm vi âm thanh mà hầu hết con người có thể nghe được nằm trong khoảng từ 20 hertz đến 20 kilohertz). Mỗi âm thanh kéo dài từ một đến hai giây và các kết hợp âm thanh khác nhau xảy ra theo các chuỗi theo khuôn mẫu kéo dài từ 7 đến 15 phút mỗi âm thanh. Sau đó con cá voi này lặp lại các trình tự thành từng cơn kéo dài đến nhiều ngày.  Các chuỗi thanh âm có mức nguồn lên đến 184–186 xi ben so với 1  micropascal ở khoảng cách tham khảo của một mét và có thể được phát hiện hàng trăm dặm từ nguồn của họ.
Khi âm thanh của cá voi vây lần đầu tiên được ghi lại bởi các nhà sinh vật học Hoa Kỳ, họ đã không nhận ra rằng những âm thanh to, dài, thuần khiết và đều đặn bất thường này là do cá voi tạo ra. Đầu tiên, họ điều tra khả năng âm thanh là do trục trặc thiết bị, hiện tượng địa vật lý, hoặc thậm chí là một phần của kế hoạch phát hiện tàu ngầm đối phương của Liên Xô. Cuối cùng, các nhà sinh vật học đã chứng minh rằng âm thanh là tiếng kêu của cá voi vây.
Mối liên hệ trực tiếp của những tiếng kêu này với mùa sinh sản của loài và chỉ có con đực mới tạo ra những âm thanh chỉ ra những tiếng kêu này như những biểu hiện sinh sản có thể có.  Trong 100 năm qua, sự gia tăng đáng kể tiếng ồn đại dương từ hoạt động vận chuyển và hải quân có thể đã làm chậm sự phục hồi của quần thể cá voi vây, do cản trở sự giao tiếp giữa con đực và con cái.

### Thở
Lướt sóng ở Kenai Fjords, Alaska
Khi kiếm ăn, chúng thổi liên tiếp 5–7 lần, nhưng khi đi du lịch hoặc nghỉ ngơi sẽ thổi một hoặc hai phút một lần. Ở lần lặn cuối cùng (lần lặn cuối cùng), chúng ưỡn lưng lên cao khỏi mặt nước, nhưng hiếm khi nâng sán lên khỏi mặt nước. Sau đó, chúng lặn xuống độ sâu lên đến 470 m (1.540 ft) khi kiếm ăn hoặc vài trăm bộ khi nghỉ ngơi hoặc đi du lịch. Thời gian lặn cho ăn trung bình ngoài khơi California và Baja kéo dài 6 phút, tối đa là 17 phút; khi đi du lịch hoặc nghỉ ngơi họ thường chỉ lặn vài phút mỗi lần.

## Sinh thái học

### Phạm vi và môi trường sống
Giống như nhiều loài cá voi lớn, cá voi vây là loài sống ở quốc tế. Nó được tìm thấy ở tất cả các đại dương lớn trên thế giới và ở các vùng biển từ cực đến nhiệt đới. Nó chỉ vắng mặt ở các vùng nước gần với lớp băng ở cả cực bắc và cực nam và các vùng nước tương đối nhỏ cách xa các đại dương lớn, chẳng hạn như Biển Đỏ mặc dù chúng có thể vươn ra biển Baltic, một vùng biển cận biên của những điều kiện như vậy.  Mật độ dân số cao nhất xảy ra ở các vùng biển ôn đới và mát mẻ. Nó có mật độ dân cư ít hơn ở các vùng ấm nhất, xích đạo.
Cá voi vây Bắc Đại Tây Dương có sự phân bố rộng rãi, xuất hiện từ Vịnh Mexico và Địa Trung Hải, về phía bắc đến Vịnh Baffin và Spitsbergen. Nhìn chung, cá voi vây phổ biến ở phía bắc vĩ độ khoảng 30 ° N, nhưng sự nhầm lẫn đáng kể phát sinh về sự xuất hiện của chúng ở phía nam vĩ độ 30 ° N do khó phân biệt cá voi vây với cá voi Bryde.  Các cuộc khảo sát trên tàu trên diện rộng đã khiến các nhà nghiên cứu kết luận rằng phạm vi kiếm ăn vào mùa hè của cá voi vây ở phía tây Bắc Đại Tây Dương chủ yếu là từ 41 ° 20'N đến 51 ° 00'N, từ bờ biển đến 1.000 mập (1.800 m) viền.
Phân bố mùa hè của cá voi vây ở Bắc Thái Bình Dương là vùng biển ngoài khơi ngay từ trung tâm Baja California đến Nhật Bản và xa về phía bắc như Biển Chukchi giáp với Bắc Băng Dương.  Chúng xuất hiện với mật độ cao ở phía bắc Vịnh Alaska và đông nam Biển Bering trong khoảng thời gian từ tháng 5 đến tháng 10, với một số chuyển động qua Aleutian đi vào và ra khỏi Biển Bering.  Một số con cá voi được gắn thẻ từ tháng 11 đến tháng 1 ngoài khơi miền nam California đã bị giết vào mùa hè ngoài khơi trung tâm California, Oregon, British Columbia, và ở Vịnh Alaska.  Fin cá voi đã được quan sát cho ăn 250 dặm về phía nam của Hawaii vào giữa tháng, và một số nhìn thấy mùa đông đã được thực hiện ở đó.  Một số nhà nghiên cứu cho rằng cá voi di cư vào vùng biển Hawaii chủ yếu vào mùa thu và mùa đông.
Mặc dù cá voi vây chắc chắn là loài di cư, di chuyển theo mùa trong và ngoài các khu vực kiếm ăn ở vĩ độ cao, nhưng mô hình di cư tổng thể vẫn chưa được hiểu rõ. Các bài đọc âm thanh từ các mảng thủy âm nghe thụ động cho thấy một cuộc di cư về phía nam của cá voi vây Bắc Đại Tây Dương xảy ra vào mùa thu từ vùng Labrador - Newfoundland, phía nam qua Bermuda, và vào Tây Ấn.  Một hoặc nhiều quần thể cá voi vây quanh năm được cho là ở vùng vĩ độ cao, di chuyển ra ngoài khơi, nhưng không về phía nam vào cuối mùa thu.  Một nghiên cứu dựa trên trọng lượng của cá voi vây đã được xác định ở Vịnh Massachusetts chỉ ra rằng những con bê con thường học đường di cư từ mẹ và quay trở lại khu vực kiếm ăn của mẹ trong những năm tiếp theo.
Ở Thái Bình Dương, các mô hình di cư có đặc điểm kém. Mặc dù một số loài cá voi vây có mặt quanh năm ở Vịnh California, số lượng của chúng đã tăng lên đáng kể vào mùa đông và mùa xuân.  Cá voi vây phương Nam di cư theo mùa từ các khu kiếm ăn ở Nam Cực có vĩ độ tương đối cao vào mùa hè đến các khu vực sinh sản và đẻ con ở vĩ độ thấp vào mùa đông. Vị trí của các khu vực sinh sản vào mùa đông vẫn chưa được xác định, vì những con cá voi này có xu hướng di cư ngoài biển khơi.

### Dân số và xu hướng
Hình ảnh trực diện của một con cá voi vây, cho thấy màu sắc không đối xứng

#### Bắc Đại Tây Dương
Cá voi vây Bắc Đại Tây Dương được Ủy ban săn bắt cá voi quốc tế xác định là tồn tại ở một trong bảy khu dân cư rời rạc: Nova Scotia - New England, Newfoundland - Labrador, tây Greenland, đông Greenland - Iceland, Bắc Na Uy, Tây Na Uy - Quần đảo Faroe và Ireland - Tây Ban Nha - Vương quốc Anh - Bồ Đào Nha. Kết quả của các cuộc điều tra đánh dấu và tái chiếm đã chỉ ra rằng một số chuyển động xảy ra qua ranh giới của các khu vực này, cho thấy rằng chúng không hoàn toàn rời rạc và một số di dân và di cư đã xảy ra.  Sigurjónsson ước tính vào năm 1995 rằng tổng quy mô quần thể trước khi khai thác ở toàn bộ Bắc Đại Tây Dương dao động từ 50.000 đến 100.000 con,  nhưng nghiên cứu của ông bị chỉ trích vì thiếu dữ liệu hỗ trợ và giải thích lý do của ông.  Năm 1977, DE Sergeant đề xuất tổng số "nguyên thủy" là 30.000 đến 50.000 trên khắp Bắc Đại Tây Dương.  Trong số đó, 8.000 đến 9.000 cư trú tại Newfoundland và Nova Scotiacác khu vực có cá voi trú ngụ ở vùng biển phía nam Nova Scotia của Hoa Kỳ có lẽ đã bị bỏ qua.  JM Breiwick ước tính rằng thành phần "có thể khai thác được" (trên giới hạn kích thước hợp pháp là 50 feet) của quần thể Nova Scotia là 1.500 đến 1.600 con vào năm 1964, giảm xuống chỉ còn khoảng 325 con vào năm 1973.  Hai các cuộc khảo sát trên không ở vùng biển Canada từ đầu những năm 1970 đã đưa ra số lượng từ 79 đến 926 con cá voi ở thềm đông Newfoundland - Labrador vào tháng 8 năm 1980,  và vài trăm con ở phía bắc và miền trung Vịnh Saint Lawrence vào tháng 8 năm 1995 - 1996. Ước tính mùa hè ở vùng biển ngoài khơi phía tây Greenland nằm trong khoảng từ 500 đến 2.000,  và vào năm 1974, Jonsgard coi cá voi vây ngoài khơi Tây Na Uy và Quần đảo Faroe "đã bị cạn kiệt đáng kể trong những năm sau chiến tranh, có thể là do khai thác quá mức ".  Dân số xung quanh Iceland dường như đã tốt hơn nhiều, và vào năm 1981, dường như chỉ giảm nhẹ kể từ đầu những năm 1960.  Các cuộc khảo sát trong mùa hè năm 1987 và 1989 ước tính khoảng 10.000 đến 11.000 giữa miền đông Greenland và Na Uy. Điều này cho thấy một sự phục hồi đáng kể khi so sánh với một cuộc khảo sát năm 1976 cho thấy ước tính là 6.900, được coi là một sự sụt giảm "nhẹ" kể từ năm 1948.  Một cuộc khảo sát của NASS Tây Ban Nha vào năm 1989 về tiểu khu vực Pháp-Bồ Đào Nha-Tây Ban Nha. ước tính dân số mùa hè là 17.355.
Một nhóm cư dân có thể có ở vùng biển ngoài khơi quần đảo Cape Verde vào năm 2000 và 2001.

#### Biển Địa Trung Hải
Cá voi vây và một chiếc thuyền ở eo biển Gibraltar.
Theo dõi vệ tinh cho thấy những con được tìm thấy ở Pelagos Sanctuary di cư về phía nam đến ngoài khơi Tunisia, Malta,  Pantelleria,  và Sicily,  và có thể cả mùa đông ngoài khơi miền nam nước Ý, Sardinia,  trong eo biển Messina, quần đảo Aeolian, và ngoài khơi Catalonia,  Quần đảo Cabrera,  Libya, Quần đảo Kerkennah,Quần đảo Tuscan,  Ischia và các vịnh liền kề (ví dụ như Naples và Pozzuoli), bãi kiếm ăn vào mùa đông của Lampedusa,  và cá voi có thể tái định cư ngoài biển Ligurian đến các khu vực khác chẳng hạn như ở Ionian và ở biển Adriatic. Sinh học của các loài dọc theo các phần phía nam và đông nam của lưu vực như ngoài khơi Libya, Algeria và bắc Ai Cập, không rõ ràng do thiếu phương pháp tiếp cận khoa học mặc dù cá voi đã được xác nhận ở ngoài khơi xa nhất của lưu vực, chẳng hạn như dọc theo vùng nước ven bờ của Biển Levantine bao gồm cả Israel,  Lebanon,  và Cyprus.  Các tài liệu ghi chép trong vùng biển Thổ Nhĩ Kỳ có số lượng rất nhỏ; một lần nhìn thấy Antalya vào năm 1994  và năm lần mắc cạn được ghi lại vào năm 2016.
Người ta đã chỉ ra rằng các quần thể cá voi Vây trong vùng Địa Trung Hải có các địa điểm kiếm ăn ưa thích, nơi trùng lắp một phần với nồng độ ô nhiễm nhựa cao và các mảnh vụn vi nhựa. Nồng độ cao của microplastics rất có thể chồng lên nhau với cá voi Fin ưa thích ăn căn cứ vì cả hai microplastic và nguồn thức ăn của cá voi là gần dinh dưỡng cao trào lên khu vực này.

#### Bắc Thái Bình Dương
Hộp sọ cá voi Finback, Bảo tàng Lịch sử Tự nhiên San Diego
Tổng dân số lịch sử của Bắc Thái Bình Dương được ước tính vào khoảng 42.000 đến 45.000 trước khi bắt đầu săn bắt cá voi. Trong số này, dân số ở phần phía đông của Bắc Thái Bình Dương được ước tính là 25.000 đến 27.000 người.  Đến năm 1975, ước tính đã giảm xuống còn từ 8.000 đến 16.000.  Các cuộc khảo sát được tiến hành vào các năm 1991, 1993, 1996 và 2001 đã đưa ra các ước tính từ 1.600 đến 3.200 ngoài khơi California và 280 và 380 ngoài khơi Oregon và Washington.  Ước tính tối thiểu cho dân số California-Oregon-Washington, như được định nghĩa trong Đánh giá Khoá có vú ở Biển Thái Bình Dương của Hoa Kỳ: 2005 , là khoảng 2.500. Các cuộc khảo sát ở vùng biển ven biển British Columbia vào mùa hè năm 2004 và 2005 đã đưa ra ước tính số lượng động vật phong phú khoảng 500 loài.  Các cuộc khảo sát gần Quần đảo Pribilof ở Biển Bering cho thấy sự gia tăng đáng kể về sự phong phú của cá voi vây tại địa phương trong giai đoạn 1975–1978 và 1987–1989.  Vào năm 1984, toàn bộ dân số được ước tính là dưới 38% khả năng chuyên chở lịch sử của nó.  Cá voi vây có thể đã bắt đầu quay trở lại vùng biển ven biển ngoài khơi British Columbia (một lần nhìn thấy đã xảy ra ở eo biển Johnstone vào năm 2011) và đảo Kodiak. Quy mô dân số địa phương di cư đến Quần đảo Hawaii là không xác định. Về mặt lịch sử, một số bãi trú đông khác nằm rải rác ở Bắc Thái Bình Dương trong quá khứ, chẳng hạn như ngoài khơi Quần đảo Bắc Mariana, Quần đảo Bonin và Quần đảo Ryukyu. Người ta đã nhìn thấy 3 con vật gần Borneo và Palawan vào năm 1999.
Đối với quần thể châu Á, các nhóm cư dân có thể tồn tại ở Biển Hoàng Hải và Biển Hoa Đông, và Biển Nhật Bản (mặc dù những quần thể này đang bị đe dọa nghiêm trọng và quần thể ngoài khơi Trung Quốc, Hàn Quốc và Nhật Bản gần như tuyệt chủng hoặc với số lượng rất nhỏ). Sự gia tăng rất nhỏ về số lần nhìn thấy đã được xác nhận ở ngoài khơi Bán đảo Shiretoko, Abashiri và Kushiro  ở Hokkaido, Tsushima, Đảo Sado,  ngoài khơi Maiduru ở Biển Nhật Bản kể từ cuối những năm 2000 khi cá voi ở Biển Okhotsk có thể đã bắt đầu tái sinh trở lại môi trường sống cũ (đối với cả vùng ven biển Sakhalin). Cá voi có thể từng di cư vào Biển nội địa Seto.
Các nghiên cứu về sản lượng đánh bắt trong lịch sử cho thấy một số nhóm cư dân đã từng tồn tại ở Bắc Thái Bình Dương - nhóm Baja California và nhóm Hoàng Hải - Biển Hoa Đông (bao gồm quần đảo Ryukyu và phía tây Kyusyu).  Ngoài ra, các nhóm tương ứng ở phía bắc Biển Nhật Bản và nhóm dọc theo bờ biển Thái Bình Dương của Nhật Bản từ Hokkaido đến Sanriku cũng có thể là cư dân hoặc di cư ít hơn. Kỷ lục hiện đại duy nhất ở Quần đảo Ryukyu là về một xác chết thối rữa trên đảo Ishigaki vào năm 2005.  Về Hoàng Hải, một con non vô tình bị giết dọc theo Boryeong vào năm 2014.
Đã có những khu vực tập trung giữa Biển Nhật Bản đến Hoàng Hải như ở Vịnh Đông Triều Tiên, dọc theo bờ biển phía đông Bán đảo Triều Tiên và Ulleungdo.
Các hoạt động hiện đại xung quanh Quần đảo Commander đã diễn ra hàng năm nhưng với số lượng không lớn và cá voi có khả năng di cư qua các khu vực này hơn là vào mùa hè, và sự pha trộn giữa các quần thể phía tây và phía đông dự kiến sẽ xảy ra ở vùng biển này.

#### Nam Thái Bình Dương
Rất ít thông tin được tiết lộ về hệ sinh thái của những cuộc di cư hiện tại từ vùng biển Nam Cực vẫn chưa được biết, nhưng tỷ lệ nhìn thấy gia tăng nhỏ được xác nhận ở ngoài khơi New Zealand, chẳng hạn như ngoài khơi Kaikoura, và các bãi trú đông có thể tồn tại ở xa hơn về phía bắc như ở Papua New Guinea, Fiji,  và ngoài khơi Đông Timor. Gần đây, xác nhận ở Rarotonga đã được tăng lên  nơi các tương tác với cá voi lưng gù thỉnh thoảng xảy ra.  Cá Finbacks cũng tương đối nhiều dọc theo bờ biển Peru và Chile (ở Chile, đáng chú ý nhất là ở ngoài khơiVùng Los Lagos như Vịnh Corcovado  trong Vườn Quốc gia Chiloé, Punta de Choros  [ es ] ,  cảng Mejillones,  và Caleta Zorra. Các xác nhận quanh năm cho thấy có thể có những cư dân sống ngoài vùng biển nổi từ đông bắc đến miền trung Chile như xung quanh vùng duyên hải Caleta Chañaral  [ es ] và Khu bảo tồn quốc gia Pingüino de Humboldt, phía đông quần đảo Juan Fernández và đông bắc đảo Eastervà có thể tồn tại nơi trú đông cho dân số đông nam Thái Bình Dương.  Chúng được biết là tạo thành nhóm hỗn hợp với các loài cá voi khác như cá voi xanh và cá voi sei. Sự phục hồi của chúng được xác nhận là vùng lân cận với các đảo cận Bắc Cực khác nhau như Nam Georgia và Falkland, nhưng chưa được biết đến trong các môi trường sống lịch sử khác bao gồm Đảo Campbell, Kermadec đến Quần đảo Chatham, Tristan da Cunha và Đảo Gough.

#### Khác
Ở Bắc Ấn Độ Dương và Vịnh Bengal, chẳng hạn như dọc theo Sri Lanka, Ấn Độ và Malaysia, những lần nhìn thấy và ghi chép cũ hơn về cá voi vây vẫn tồn tại.

#### Nam Cực
Tương đối ít thông tin về mức độ dân số hiện tại và lịch sử của loài cá voi vây nam. IWC ước tính chính thức rằng dân số trước khi săn bắt cá voi ở Nam Bán cầu là 400.000 con cá voi và dân số vào năm 1979 (khi chấm dứt hoạt động săn bắt cá voi quy mô lớn ở Nam Cực) là 85.200 con.  Cả ước tính hiện tại và lịch sử nên được coi là ước tính kém vì phương pháp luận và dữ liệu được sử dụng trong nghiên cứu được biết là có sai sót.  Các ước tính khác viện dẫn kích thước hiện tại là từ 15.000 (1983) đến 38.000 (1997).  Tính đến năm 2006, không có ước tính khoa học nào được chấp nhận về dân số hiện tại hoặc xu hướng về sự phong phú.

### Dự đoán
Động vật ăn thịt duy nhất được biết đến của cá voi vây là cá voi sát thủ, với ít nhất 20 nhân chứng và các tài khoản cũ về việc tấn công hoặc quấy rối. Chúng thường chạy trốn và ít kháng cự để tấn công. Chỉ một số trường hợp tử vong được xác nhận đã xảy ra. Vào tháng 10 năm 2005, 16 con cá voi sát thủ đã tấn công và giết chết một con cá voi có vây ở Canal de Ballenas, Vịnh California, sau khi đuổi theo nó trong khoảng một giờ. Họ cho ăn xác của nó chìm trong khoảng 15 phút trước khi rời khỏi khu vực. Vào tháng 6 năm 2012, một đàn cá voi sát thủ đã được nhìn thấy ở Vịnh La Paz, thuộc Vịnh California, săn đuổi một con cá voi vây trong hơn một giờ trước khi cuối cùng giết nó và ăn xác của nó. Cá voi mang nhiều răng cào trên lưng và vây lưng; một số con cá voi sát thủ vây nó ở hai bên, với một cá thể có thể nhìn thấy dưới nước cắn vào hàm dưới bên phải của nó.  Vào tháng 7 năm 1908, một người săn cá voi được cho là đã nhìn thấy hai con cá voi sát thủ tấn công và giết chết một con cá voi vây ngoài khơi phía tây Greenland. Vào tháng 1 năm 1984, bảy người được nhìn thấy từ trên không bay vòng quanh, giữ chân chèo và húc một con cá voi vây ở Vịnh California, nhưng việc quan sát kết thúc khi màn đêm buông xuống.

### Cho ăn
Nhìn từ trên cao của một con cá voi vây ăn
Cá voi vây lao mình kiếm ăn trên bề mặt
Cá voi vây bị bỏ trốn tại trạm săn cá voi Hvalfjörður ở Iceland, cho thấy những sợi lông màu vàng nhạt được sử dụng để lọc các sinh vật săn mồi
Nhà sử học săn cá voi Sigurd Risting ngồi trên những sợi lông thô của một con cá voi vây hạ cánh tại một trạm săn cá voi ở quần đảo Shetland (1912)
Cá voi vây là động vật ăn lọc, ăn cá nhỏ, mực và động vật giáp xác bao gồm cả động vật chân chèo và nhuyễn thể.
Ở Bắc Thái Bình Dương, chúng ăn các loài euphausiids trong các chi Euphausia , Thysanoessa và Nyctiphanes , các loài chân chèo lớn trong chi Neocalanus , các loài cá nhỏ (ví dụ các chi Engraulis , Mallotus , Clupea và Theragra ), và mực. Dựa trên phân tích hàm lượng dạ dày của hơn 19.500 con cá voi có vây bị đội tàu săn cá voi Nhật Bản đánh bắt ở Bắc Thái Bình Dương từ năm 1952 đến năm 1971, 64,1% chỉ chứa nhuyễn thể, 25,5% động vật chân chèo, 5,0% cá, 3,4% nhuyễn thể và chân chèo và 1,7% mực. Nemoto (1959) đã phân tích chất chứa trong dạ dày của khoảng 7500 con cá voi vây đánh bắt ở bắc Thái Bình Dương và Biển Bering từ năm 1952 đến năm 1958, phát hiện ra rằng chúng chủ yếu săn mồi ở quần đảo Aleutian và Vịnh Alaska và cá học ở phía bắc. Biển Bering và ngoài khơi Kamchatka. Ở phía bắc Biển Bering (phía bắc 58 ° N), các loài săn mồi chính của chúng là capelin (Mallotus nhungosus ), cá minh thái Alaska (Theragra chalcogramma) và cá trích Thái Bình Dương (Clupea pallasii ); họ cũng tiêu thụ cá tuyết nghệ tây (Eleginus gracilis ). Loài nhuyễn thể Bắc Cực (Thysanoessa raschii) là loài euphausiid duy nhất được tìm thấy trong dạ dày của cá voi vây ở phía bắc Biển Bering. Ngoài Kamchatka, chúng dường như chủ yếu ăn cá trích. Họ cũng lấy một lượng lớn động vật chân đốt Neocalanus cristatus quanh quần đảo Aleutian và ở vịnh Olyutorky ngoài khơi phía đông bắc Kamchatka, những khu vực có nhiều loài này. Năm loài euphausiid (Euphausia pacifica , Thysanoessa spinifera , T. trơ , T. raschii và T. longipes) là con mồi chủ yếu quanh quần đảo Aleutian và Vịnh Alaska. Con mồi khác nhau tùy theo khu vực trong khu vực Quần đảo Kuril, với các loài euphausiids (T. longipes , T. trơ , và T. raschii) và các loài chân chèo (Neocalanus mậnchrus và N. cristatus) là con mồi chính ở khu vực phía bắc và mực bay Nhật Bản (Todarodes pacificus pacificus) và cá nhỏ (như cá thu đao Thái Bình Dương, Cololabis saira ; và cá cơm Nhật Bản, Engraulis japonicus) thống trị chế độ ăn ở khu vực phía nam.
Trong số dạ dày cá voi vây lấy mẫu ngoài khơi British Columbia từ năm 1963 đến năm 1967, euphausiids thống trị chế độ ăn uống trong bốn trong năm năm (82,3 đến 100% chế độ ăn), trong khi động vật chân chèo chỉ chiếm một phần chính trong chế độ ăn vào năm 1965 (35,7%) . Cá, mực và bạch tuộc chỉ chiếm một phần rất nhỏ trong khẩu phần ăn trong hai năm năm (3,6 đến 4,8%).  Fin cá voi đánh bắt ngoài khơi California từ năm 1959 và 1970 cho ăn trên cá nổi euphausiid EUPHAUSIA Pacifica (86% của các cá nhân được lấy mẫu), càng có nhiều neritic euphausiid Thysanoessa spinifera (9%), và cá cơm bắc (Engraulis mordax) (7%) ; chỉ lượng vết (<0,5% mỗi lượng) được tìm thấyCá thu đao Thái Bình Dương (C. saira) và cá mút đá (Sebastes jordani ).  Tại Vịnh California, chúng đã được quan sát thấy đang kiếm ăn trên bầy của loài Nyctiphanes simplex euphausiid.
Ở Bắc Đại Tây Dương, chúng săn mồi ở các chi Meganyctiphanes , Thysanoessa và Nyctiphanes và các loài cá nhỏ (ví dụ như các chi Clupea , Mallotus và Ammodytes ). Trong số 1.609 bao tử cá voi có vây được kiểm tra tại trạm săn cá voi Hvalfjörður ở tây nam Iceland từ năm 1967 đến năm 1989 (đánh bắt từ tháng 6 đến tháng 9), 96% chỉ chứa nhuyễn thể, 2,5% nhuyễn thể và cá, 0,8% một số cá còn lại, 0,7% capelin (M. nhung mao), và 0,1% cát (họ Ammodytidae); một tỷ lệ nhỏ (chủ yếu là con non) cá roi xanh (Micromesistius poutassou) cũng được tìm thấy. Trong số các loài nhuyễn thể được lấy mẫu từ năm 1979 đến năm 1989, phần lớn (hơn 99%) là nhuyễn thể phương bắc (Meganyctiphanes norvegica ); chỉ có một dạ dày chứa Thysanoessa longicaudata .  Ngoài khơi Tây Greenland, 75% cá voi vây đánh bắt từ tháng 7 đến tháng 10 đã tiêu thụ nhuyễn thể (họ Euphausiidae), 17% capelin (Mallotus) và 8% thương cát (Ammodytes sp. ). Ngoài khơi phía đông Newfoundland, chúng chủ yếu ăn capelin, nhưng cũng lấy một lượng nhỏ euphausiid (chủ yếu là T. raschii và T. trơ ). Tại lưu vực Ligurian-Corsican-Provençal ở Biển Địa Trung Hải, chúng lặn sâu tới 470 m (1.540 ft) để ăn loài Meganyctiphanes norvegica hưng phấn , trong khi ngoài khơi đảo Lampedusa, giữa Tunisia và Sicily, chúng đã được quan sát thấy ở giữa - kiếm ăn mùa đông trên bề mặt của couchi Nyctiphanes nhỏ euphausiid.
Ở Nam bán cầu, chúng hầu như chỉ ăn cá euphausiids (chủ yếu là các chi Euphausia và Thysanoessa ), cũng như lấy một lượng nhỏ động vật chân đốt (ví dụ Themisto gaudichaudii) và các loài cá khác nhau. Trong số hơn 16.000 con cá voi có vây bị đội săn cá voi Nhật Bản đánh bắt ở Nam bán cầu từ năm 1961 đến 1965 có chứa thức ăn trong dạ dày của chúng, 99,4% được cho ăn euphausiids, 0,5% trên cá và 0,1% trên động vật có chân.  Ở Nam Đại Dương, chúng chủ yếu tiêu thụ E. superba .
Động vật kiếm ăn bằng cách mở hàm khi bơi với vận tốc khoảng 11 km / h (6,8 dặm / giờ) trong một nghiên cứu,  khiến nó nhấn chìm tới 70 mét khối (18.000 US gal; 15.000 imp gal) nước trong một hớp. Sau đó, nó đóng hàm lại và đẩy nước ra khỏi miệng qua lớp màng của nó, giúp nước thoát ra ngoài khi bẫy con mồi. Một người trưởng thành có từ 262 đến 473 phiến lá ở mỗi bên miệng. Mỗi mảng được làm bằng keratin có cấu tạo thành những sợi lông mịn ở đầu bên trong miệng gần lưỡi. Mỗi tấm có thể đo chiều dài lên đến 76 cm (30 in) và 30 cm (12 in) chiều rộng.
Cá voi thường xuyên lặn xuống độ sâu hơn 200 m (660 ft), nơi nó thực hiện trung bình bốn lần "lung tung", để tích tụ nhuyễn thể. Mỗi ngụm cung cấp cho cá voi khoảng 10 kg (22 lb) thức ăn.  Một con cá voi có thể tiêu thụ tới 1.800 kg (4.000 lb) thức ăn mỗi ngày,  các nhà khoa học dẫn đầu kết luận rằng cá voi dành khoảng ba giờ cho ăn mỗi ngày để đáp ứng nhu cầu năng lượng của nó, gần giống như con người. Nếu các mảng bắt mồi không đủ dày đặc hoặc nằm quá sâu trong nước, cá voi phải dành phần lớn thời gian trong ngày để tìm kiếm thức ăn.  Một kỹ thuật săn mồi là xoay tròn các đàn cá ở tốc độ cao, khiến con cá sợ hãi thành một quả bóng chặt chẽ, sau đó quay đầu lại trước khi nhấn chìm con mồi đông đúc.

### Bệnh học [ sửa ]
Cá voi vây bị một số tình trạng bệnh lý. Các copepod ký sinh Pennella balaenopterae -usually tìm thấy trên sườn của vây cá voi-hang vào họ mỡ để thức ăn vào máu của họ,  trong khi giả cuống đeo mục kỉnh, Xenobalanus globicipitis thường tìm thấy thường xuyên hơn trên các vây lưng, vây ngực, và con sán.
Các vòi có gai khác được tìm thấy trên cá voi có vây bao gồm barnacle gai Coronula reginae và Barnacle có cuống Conchoderma auritum , chúng bám vào Coronula hoặc lá sừng. Các harpacticid copepod Balaenophilus unisetus (phá hoại nặng nề trong số đó đã được tìm thấy trong cá voi vây đánh bắt ngoài khơi tây bắc Tây Ban Nha) và trùng lông Haematophagus cũng Infest các tấm sừng hàm, cựu nuôi lên trên tấm sừng hàm riêng của mình và sau này trên các tế bào máu đỏ.
Các remora Remora australis và đôi khi amphipod Cyamus balaenopterae cũng có thể được tìm thấy trên cá voi vây, cả hai ăn trên da. Sự xâm nhập của giun tròn khổng lồ Crassicauda boopis có thể gây viêm động mạch thận và suy thận tiềm ẩn, trong khi loài C. crassicauda nhỏ hơn lại lây nhiễm qua đường tiết niệu dưới.  Trong số 87 con cá voi bị bắt và mổ xác từ Bắc Đại Tây Dương, nhiễm trùng từ boopis Crassicauda được phát hiện là rất phổ biến và xâm lấn, cho thấy khả năng cao nó là nguyên nhân gây ra cái chết cho những con cá voi này. C. boopis được tìm thấy trong 94% số cá voi được kiểm tra. Những con giun này thường được bao bọc bởi "phản ứng mô quá mức ở một số loài cá voi làm tắc nghẽn nhiều tĩnh mạch thận". Ký sinh trùng rất có thể là do ô nhiễm môi trường, liên quan đến việc thải ấu trùng trong nước tiểu. Các tổn thương viêm chính ở động mạch mạc treo ruột gợi ý rằng ấu trùng giun đã ăn phải và di chuyển đến thận.
Những quan sát này cho thấy rằng nhiễm C. boopis có thể "gây chết người bằng cách gây ra suy thận nhận thức". Tổn thương hệ thống mạch máu cũng là kết quả của nhiễm trùng vừa phải. Do đó, có thể đưa ra hàm ý rằng việc di cư kiếm ăn của cá voi vây hàng năm trong các vùng nước quanh cực có thể liên quan đến nguy cơ bệnh lý.
Một gầy 13 m (43 ft) nữ cá voi vây, mà mắc kẹt dọc theo Bỉ bờ biển vào năm 1997, đã được tìm thấy bị nhiễm tổn thương của Morbillivirus .  Vào tháng 1 năm 2011, một con cá voi đực vây đực trưởng thành hốc hác dài 16,7 m (55 ft) mắc cạn trên bờ biển Tyrrhenian của Ý được phát hiện là bị nhiễm Morbillivirus và động vật nguyên sinh Toxoplasma gondii , cũng như mang theo rất nhiều chất ô nhiễm clo hữu cơ.

## Tương tác của con người

### Cá voi
Xem thêm: Đánh bắt cá voi và Lịch sử săn bắt cá voi
Một con cá voi vây dài 65 tấn (66 t), 72 ft (22 m) bị bắt tại Cảng Grays vào khoảng năm 1912
"Các giống cá kình" (Balaenoptera velifera , Cope) từ Charles Melville Scammon 's Marine Động vật có vú của bờ biển Tây Bắc của Bắc Mỹ (1874)
Vào thế kỷ 19, cá voi vây đôi khi bị săn bắt bởi những người săn bắt cá voi bằng thuyền hở, nhưng nó tương đối an toàn, vì nó có thể dễ dàng chạy nhanh hơn các tàu thời đó và thường bị chìm khi bị giết, khiến việc truy đuổi trở nên lãng phí thời gian đối với những người săn bắt cá voi. Tuy nhiên, sự ra đời sau này của những chiếc thuyền chạy bằng hơi nước và những chiếc lao có thể phát nổ khi va chạm khiến chúng ta có thể giết và bảo vệ chúng cùng với cá voi xanh và cá voi ở quy mô công nghiệp. Khi các loài cá voi khác trở nên bị săn bắt quá mức, ngành công nghiệp săn bắt cá voi đã chuyển sang loại cá voi vây vẫn còn dồi dào để thay thế.  Nó chủ yếu bị săn lùng để lấy màu hồng nhạt, dầu và lá cẩm thạch. Khoảng 704.000 con cá voi vây đã bị bắt trong các hoạt động săn bắt cá voi ở Nam Cực từ năm 1904 đến năm 1975.
Sự ra đời của các tàu nhà máy với đường trượt ở đuôi tàu vào năm 1925 đã làm tăng đáng kể số lượng cá voi được đánh bắt mỗi năm. Chỉ trong năm 1937–38, hơn 29.000 con cá voi vây đã bị bắt. Từ năm 1953–54 đến 1961–62, sản lượng đánh bắt trung bình hơn 30.000 con mỗi năm. Đến năm 1962–63, sản lượng đánh bắt cá voi sei bắt đầu tăng lên khi cá voi vây trở nên khan hiếm. Đến năm 1975–76, ít hơn 1.000 con cá voi vây bị đánh bắt mỗi năm. Ở Bắc Thái Bình Dương, hơn 74.000 con cá voi vây đã bị đánh bắt từ năm 1910 đến năm 1975.  Từ năm 1910 đến năm 1989, hơn 55.000 con đã bị đánh bắt ở Bắc Đại Tây Dương.  Các nhóm sống ven biển ở vùng biển Đông Bắc Á, cùng với nhiều loài lá sừng khác, có khả năng bị đẩy vào nguy cơ nghiêm trọng hoặc tuyệt chủng chức năng do đánh bắt công nghiệp của Nhật Bản bao gồm nhiều vùng đặc quyền kinh tế của Trung Quốc và Hàn Quốctrong khoảng thời gian rất ngắn trong thế kỷ 20.  Sự di cư của loài này vào vùng đặc quyền kinh tế của Nhật Bản và ở Biển Hoa Đông có khả năng bị tiêu diệt tương đối sớm hơn, vì hồ sơ đánh bắt cuối cùng ở Amami Ōshima là giữa những năm 1910 và 1930.  Sau khi ngừng khai thác các nguồn dự trữ ở châu Á, Nhật Bản tiếp tục các cuộc săn bắt thương mại và bất hợp pháp hàng loạt cho đến năm 1975. Hàng nghìn cá thể bị săn bắt từ nhiều trạm khác nhau, chủ yếu dọc theo bờ biển Hokkaido, Sanriku và quần đảo Gotō.
IWC cấm săn bắn ở Nam bán cầu vào năm 1976.  Các Liên Xô tham gia vào việc giết hại bất hợp pháp các loài cá voi được bảo vệ ở phía Bắc Thái Bình Dương và Nam bán cầu, qua báo cáo sản lượng đánh bắt cá voi vây để che đậy mất bất hợp pháp các loài khác. Ở Bắc Thái Bình Dương, họ báo cáo đã bắt hơn 10.000 con cá voi vây từ năm 1961–79, trong khi sản lượng đánh bắt thực sự là dưới 9.000 con. Ở Nam bán cầu, họ báo cáo đã lấy gần 53.000 từ năm 1948 đến năm 1973, khi tổng số thực là hơn 41.000 một chút.  Cá voi vây đã được IWC bảo vệ hoàn toàn khỏi nạn săn bắt cá voi thương mại ở Bắc Thái Bình Dương vào năm 1976 và ở Bắc Đại Tây Dương vào năm 1987, với những ngoại lệ nhỏ đối với thổ dânđánh bắt và đánh bắt cho mục đích nghiên cứu.  Tất cả các quần thể trên toàn thế giới vẫn được Cơ quan Nghề cá Biển Quốc gia Hoa Kỳ và Danh sách Đỏ của Liên minh Bảo tồn Quốc tế liệt kê là loài nguy cấp. Cá voi có vây nằm trong Phụ lục 1 của Công ước CITES.
IWC đã đặt ra hạn ngạch 19 con cá voi vây mỗi năm cho Greenland. Thịt và các sản phẩm khác từ cá voi bị giết trong các cuộc săn bắt này được bán rộng rãi trên thị trường Greenland, nhưng xuất khẩu là bất hợp pháp. Iceland và Na Uy không bị ràng buộc bởi lệnh cấm đánh bắt cá voi thương mại của IWC vì cả hai quốc gia đều phản đối việc này.
Vào tháng 10 năm 2006, Bộ thủy sản Iceland cho phép săn bắt cá voi 9 vây đến tháng 8 năm 2007.  Trong năm 2009 và 2010, Iceland đã đánh bắt lần lượt 125 và 148 con cá voi vây.  Một công ty ở Iceland, Hvalur, đã đánh bắt hơn một trăm con cá voi vây vào năm 2014 và xuất khẩu số lượng kỷ lục 2071 tấn trong một chuyến hàng vào năm 2014. Kể từ năm 2006, Hvalur đã đánh bắt hơn 500 con cá voi vây và xuất khẩu hơn 5000 tấn thịt cá voi đến Nhật Bản.
Ở Nam bán cầu, Nhật Bản cho phép đánh bắt hàng năm 10 con cá voi có vây theo chương trình Giấy phép đặc biệt Nam Cực cho các mùa 2005–2006 và 2006–2007.  Đề xuất cho 2007–2008 và 12 mùa tiếp theo cho phép lấy 50 mỗi năm.  Trong khi 10 con cá voi có vây được đánh bắt trong mùa 2005–06 và 3 con trong mùa 2006–07, không con nào bị bắt trong mùa 2007–2008. Một con cá voi vây đơn được bắt trong cả hai mùa 2008–09 và 2009–10, hai con được bắt vào mùa 2010–11 và một con được bắt vào mùa 2011–12.
Cá voi vây đã trở thành mục tiêu của những vụ bắt giữ bất hợp pháp bằng cách sử dụng lao để săn cá heo hoặc cố tình lùa cá voi vào lưới.

### Giao hàng tương tác
Va chạm với tàu là nguyên nhân chính gây tử vong. Ở một số khu vực, chúng gây ra một phần đáng kể các vụ mắc cạn của cá voi lớn. Hầu hết các thương tích nghiêm trọng là do tàu lớn, di chuyển nhanh qua hoặc gần thềm lục địa.
Một con cá voi vây dài 60 foot được tìm thấy mắc kẹt trên mũi một con tàu container ở cảng New York vào ngày 12 tháng 4 năm 2014.
Các vụ va chạm tàu thường xuyên xảy ra ở eo biển Tsushima và gây thiệt hại cho tất cả cá voi, hành khách và tàu thuyền, do đó Cảnh sát biển Nhật Bản đã bắt đầu ghi hình trực quan các loài giáp xác lớn ở eo biển Tsushima để thông báo cho các tàu hoạt động trong khu vực.

### Bảo tàng
Bộ xương cá voi vây 18,8 m (62 ft) tại Bảo tàng Hải dương học ở Monaco
Một số bộ xương cá voi vây được trưng bày ở Bắc Mỹ. Các Bảo tàng Lịch sử Tự nhiên ở hạt Los Angeles trong Los Angeles, California có một cuộc triển lãm với tên gọi là "Fin Whale Passage", mà hiển thị một 19,2 m (63 ft) vây cá voi bộ xương được thu thập bởi cựu bảo tàng osteologist Eugene Fischer và thu lĩnh vực Howard Hill vào năm 1926 từ trạm săn cá voi Trinidad (1920–1926) ở Humboldt County, bắc California. Một phần ứng bằng thép hỗ trợ khung xương, đi kèm với những con sán chạm trổ.  Science North, một bảo tàng khoa học ở Greater Sudbury, Ontario, Canada, có bộ xương cá voi vây dài 20 m (66 ft) được thu thập từĐảo Anticosti treo trên tầng 4 của tòa nhà chính.  Bảo tàng Công cộng Grand Rapids ở Grand Rapids, Michigan chứa một bộ xương dài 76 foot trong phần Galleria treo trên trần nhà,  và một bộ xương 55 ft (17 m) treo trong giếng trời (đã được cải tạo trong 2019-2020) của tòa nhà khoa học-toán học tại Knox College (Illinois) ở Galesburg, Illinois.
Một số bộ xương cá voi vây cũng được trưng bày ở châu Âu. Các Lịch sử Tự nhiên Bảo tàng Slovenia ở Ljubljana, Slovenia, nhà 13 m (43 ft) nữ vây cá voi skeleton-mẫu đã được tìm thấy trôi nổi trong Vịnh Piran vào mùa xuân năm 2003.  Các Bảo tàng Lịch sử Tự nhiên Hungary trong Budapest, Hungary, hiển thị một vây cá voi treo bộ xương gần lối vào chính của nó mà đã bị bắt ở Đại Tây Dương vào năm 1896 và mua từ Vienna vào năm 1900.  các Cambridge University Museum of Zoology, trong Cambridge,Vương quốc Anh, trưng bày bộ xương cá voi vây đực dài gần 21 m (69 ft), đã mắc cạn tại Pevensey, East Sussex, vào tháng 11 năm 1865.
Các Bảo tàng Otago, trong Dunedin, New Zealand, hiển thị một 16,76 m (55,0 ft) vây cá voi xương, vốn đã bị mắc kẹt trên bãi biển ở Nelson ở lối vào của sông Waimea vào năm 1882.

### Ngắm cá voi
Những người trong một cung hoàng đạo đang xem vài con cá voi Vây ngoài khơi Tadoussac
Cá voi vây thường được bắt gặp trong các chuyến du ngoạn ngắm cá voi trên toàn thế giới. Ở Nam California Bight, cá voi vây bắt gặp quanh năm, với những lần nhìn thấy rõ nhất trong khoảng thời gian từ tháng 11 đến tháng 3. Họ thậm chí có thể được nhìn thấy từ đất (ví dụ, từ Point Vicente, Palos Verdes, nơi họ có thể được nhìn thấy thức ăn lunge ở bề mặt chỉ là một nửa dặm đến một vài dặm ngoài khơi). Họ thường xuyên được nhìn thấy vào mùa hè và mùa thu trong Vịnh St. Lawrence,  các vịnh Maine, các vịnh Fundy, các vịnh Biscay, eo biển Gibraltar, các vùng Địa Trung Hải. Ở miền nam Ireland, chúng được nhìn thấy trong bờ từ tháng 6 đến tháng 2, với số lần nhìn thấy cao điểm vào tháng 11 và tháng 12.  tàu du lịch trên đường đến và đi từ Bán đảo Nam Cực đôi khi gặp phải cá voi vây ở Drake Passage.

## Bảo tồn
Một con cá voi vây chưa trưởng thành gặp nạn ngoài khơi công viên quốc gia Caesarea Maritima
Cá voi vây được liệt kê trên cả Phụ lục I  và Phụ lục II  của Công ước về Bảo tồn các loài Di cư của Động vật hoang dã (CMS). Nó được liệt kê trong Phụ lục I  vì loài này đã được phân loại là có nguy cơ tuyệt chủng trong toàn bộ hoặc một tỷ lệ đáng kể trong phạm vi của nó và các Bên CMS nỗ lực hướng tới việc bảo vệ nghiêm ngặt những loài động vật này, bảo tồn hoặc khôi phục nơi chúng sinh sống, giảm thiểu các trở ngại để di cư và kiểm soát các yếu tố khác có thể gây nguy hiểm cho họ.
Nó được liệt kê trong Phụ lục II  vì nó có tình trạng bảo tồn không thuận lợi hoặc sẽ được hưởng lợi đáng kể từ sự hợp tác quốc tế được tổ chức theo các hiệp định phù hợp. Ngoài ra, cá voi vây còn thuộc phạm vi điều chỉnh của Hiệp định Bảo tồn các loài giáp xác ở Biển Đen, Địa Trung Hải và Khu vực tiếp giáp Đại Tây Dương (ACCOBAMS) và Biên bản Ghi nhớ về Bảo tồn Động vật Giáp xác và Môi trường sống của chúng ở Khu vực Quần đảo Thái Bình Dương (Thái Bình Dương Cetaceans MOU).